# OGLE-2006-BLG-109L c
OGLE-2006-BLG-109L c är en exoplanet i bana kring den OGLE-2006-BLG-109L i Skyttens stjärnbild. Planeten upptäcktes 2008 och har en massa av ungefär 0,271 MJ eller 86 M⊕. Omloppstiden har beräknats till 4 931 dygn, med en stor osäkerhetsfaktor.